# Lachnomyrmex longinoi
Lachnomyrmex longinoi  (лат.) — вид муравьёв рода Lachnomyrmex из подсемейства Myrmicinae (Formicidae). Неотропика.

## Распространение
Центральная Америка (Гондурас, Коста-Рика, Панама).

## Описание
Мелкого размера муравьи тёмно-коричневого и чёрного цвета (длина тела около 3 мм). Длина головы рабочих (HL) 0,66-0,72 мм, ширина головы (HW) 0,65-0,74 мм. Отличаются хорошо развитыми проподеальными долями, выступающими на узелком петиоля. Стебелёк между грудкой и брюшком состоит из двух узловидных члеников (петиоль и постпетиоль).
Вид был впервые описан в 2008 году американскими мирмекологами Карлосом Роберто Ф. Брандао (Brandao, Carlos R. F.) и Родриго М. Фейтоза (Feitosa, Rodrigo M.). Сходен с видами Lachnomyrmex amazonicus, Lachnomyrmex nordestinus, Lachnomyrmex plaumanni, Lachnomyrmex victori. Видовое название дано в честь американского энтомолога Джона Лонгино (Dr. John “Jack” Longino), много лет исследующего муравьёв Коста-Рики.

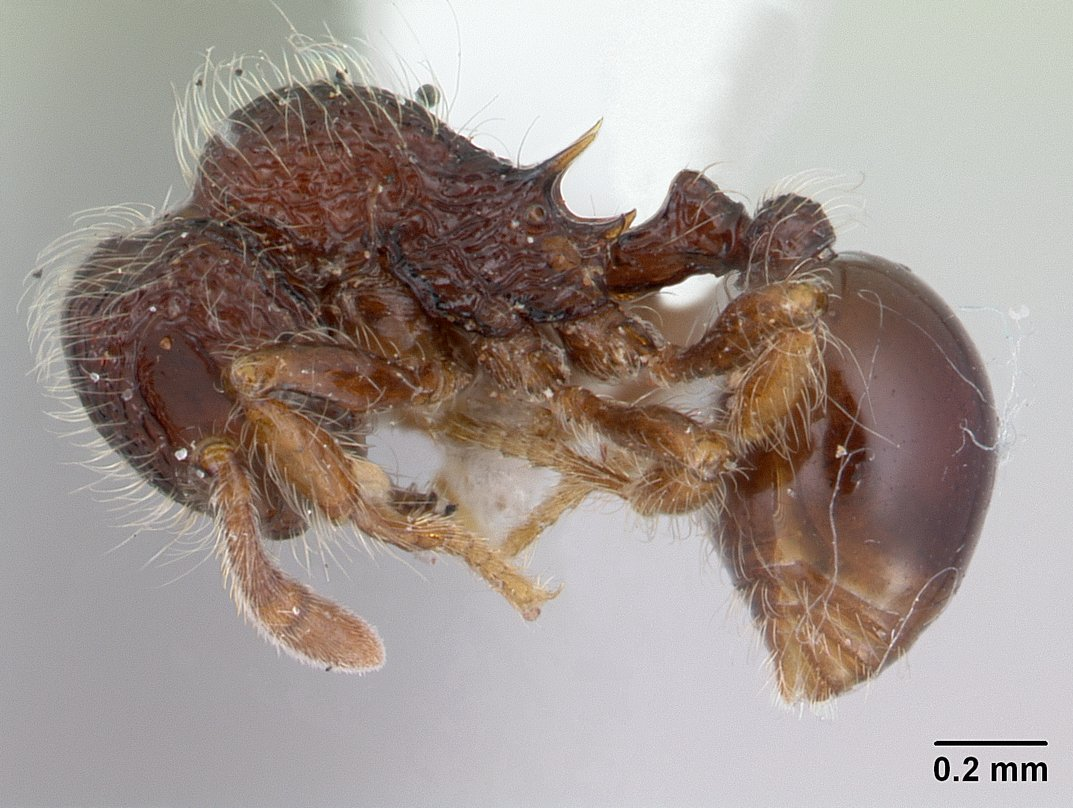
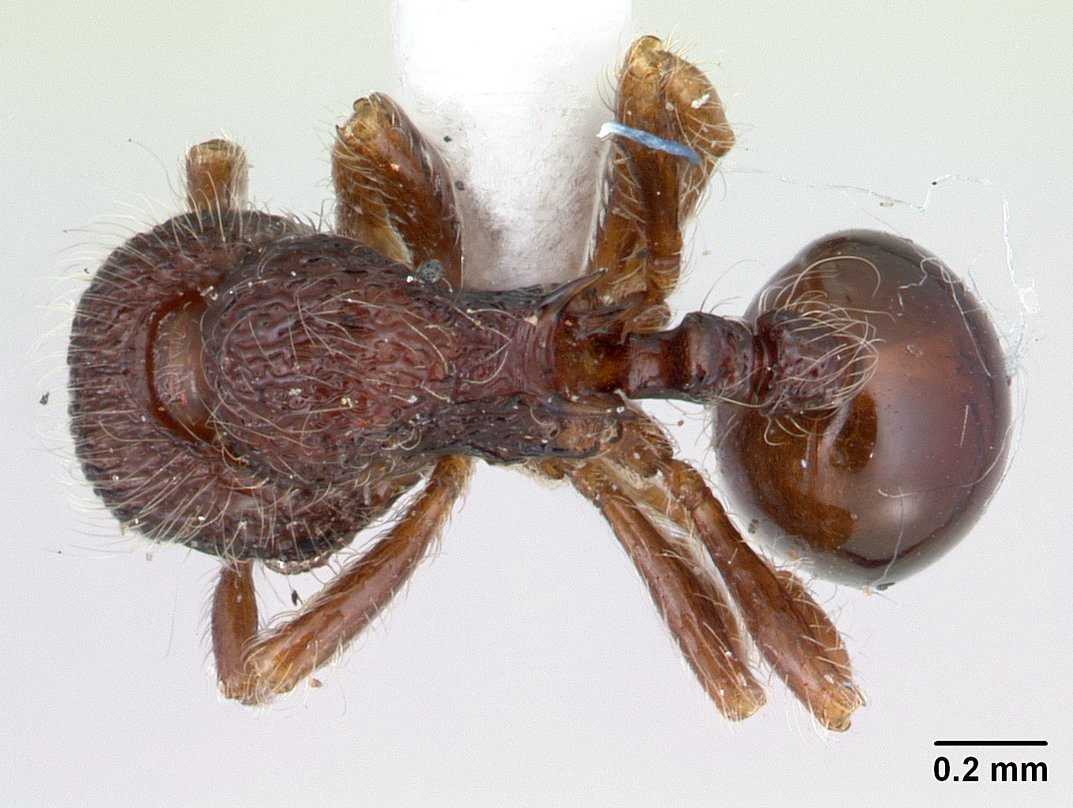